# إيتاموس
إيتاموس (باليونانية: Ίταμος) هي وحدة بلدية سابقة تقع في وحدة كاردتسا الإقليمية ضمن إقليم ثيساليا في اليونان. سُمّيت بهذا الاسم نسبةً إلى المدينة القديمة إيتاموس.
في إطار الإصلاح الإداري المعروف باسم خطة كاليكراتيس الذي طُبّق عام 2011، أصبحت إيتاموس جزءًا من بلدية كاردتسا، وتُعد اليوم وحدة بلدية ضمنها. تبلغ مساحة الوحدة البلدية حوالي 234.4 كيلومترًا مربعًا، ويبلغ عدد سكانها وفقًا لتعداد عام 2011 نحو 2870 نسمة و 2781 وفقاً لتعداد عام 2021.